# Aides
Aides (wörtlich „Beihilfen“) waren Im Frankreich des Mittelalters und des Ancien Régime die indirekten Steuern, die auf allen Ebenen der Gesellschaft auf Güter, Lebensmittel, Transportmittel usw. erhoben wurden.

## Geschichte

### Etymologie
Das Wort Aide (im Singular) bezeichnete ursprünglich den Militärdienst, den der Vasall seinem Herrn schuldete. Nun konnte sich der Vasall von diesem Dienst freikaufen, indem er seinem Herrn eine bestimmte Summe zahlte, und wahrscheinlich bezeichnete das Wort Aides (im Plural) schließlich alle Subventionen, die die Herren von ihren Vasallen verlangten (Aides seigneuriales), und später die Steuern, die die Könige in Frankreich erhoben (Aides royales).

### Aides seigneuriales
Im Mittelalter waren die Aides seigneuriales zeitlich begrenzte und außerordentliche Subsidien, die der Vasall dem Lehnsherrn zahlte und die in den vom Gewohnheitsrecht festgelegten Fällen (Aides coutumières) durch Tailles oder direkte Steuern eingezogen wurden.
Da es sich bei diesen Fällen meist um vier Fälle handelt, wurden die Aides coutumières auch als Aide aux quatre cas (Vier-Fälle-Beihilfen) bezeichnet. Sie war zu leisten: 
1. wenn der Grundherr oder sein ältester Sohn zum Ritter geschlagen wurde;
2. zur Bildung der Mitgift der ältesten Tochter des Grundherrn im Hinblick auf deren Heirat;
3. bei einem Lösegeld, das im Falle der Gefangennahme des Grundherrn durch den Feind fällig wurde;
4. anlässlich einer Pilgerreise des Grundherrn.

Auch unter außergewöhnlichen Umständen konnten Aides angeboten werden Aides libres et gracieuses (freie und gnädige Hilfen).

### Aides royales
Die Aides royales waren ständige und indirekte Steuern, die vom König auf Konsumgüter und Waren erhoben wurden. Am Ende des 18. Jahrhunderts wurde der Begriff nur noch auf die auf Getränke erhobenen Steuern angewandt.
Die dem König geschuldeten Aides wurden auf Initiative der Generalstände im Jahr 1360 eingeführt, um das Lösegeld für König Johann den Guten aufzubringen, der seit der Schlacht von Poitiers (1356) in englischer Gefangenschaft war. Viele der steuerpflichtigen Provinzen kauften sich bei dieser Gelegenheit davon frei.
Danach wurden die Aides weiter in den Generalitäten Alençon, Amiens, Bourges, Caen, Châlons, La Rochelle, Lyon, Moulins, Orléans, Paris, Poitiers, Rouen und Soissons sowie in einigen Wahlen in Hochburgund erhoben.
Ursprünglich wurde jede Aide jährlich verpachtet. Erst ab 1663 wurden sie en bloc verpachtet und waren im Pachtvertrag der Ferme générale enthalten, die sie oft an Teilunternehmer weiterreichte.
Ab 1780 übertrug Jacques Necker, um der öffentlichen Meinung, die der Ferme Générale sehr feindlich gegenüberstand, zu gefallen, die Eintreibung der Beihilfen der Régie générale. Während der Revolution von 1789 wurden die Aides abgeschafft. Im Jahr 1788 brachten die Beihilfen rund 50 Millionen Livres ein.
Streitigkeiten über diese Steuern wurden in einer Cour des Aides entschieden.